# Ildikó Erdélyi
Ildikó Erdélyi (* 19. Juli 1955 als Ildikó Szabó in Vásárosnamény) ist eine ehemalige ungarische Leichtathletin, die sich auf den Weitsprung spezialisiert hat und zu Beginn ihrer Karriere auch im Sprint an den Start ging.

## Sportliche Laufbahn
Erste internationale Erfahrungen sammelte Ildikó Erdélyi vermutlich im Jahr 1973, als sie bei den Junioreneuropameisterschaften in Duisburg in 23,62 s die Silbermedaille im 200-Meter-Lauf gewann und mit der ungarischen 4-mal-100-Meter-Staffel in 45,79 s den fünften Platz belegte. Im Jahr darauf belegte sie bei den Europameisterschaften in Rom mit 6,32 m den neunten Platz im Weitsprung und schied über 200 Meter mit 23,97 s im Halbfinale aus. Zudem gelangte sie im Staffelbewerb mit 44,51 s auf Rang sechs. 1976 nahm sie an den Olympischen Sommerspielen in Montreal teil und belegte dort mit 6,57 m im Finale den fünften Platz im Weitsprung und schied über 200 Meter mit 24,35 s in der ersten Runde aus. Im Jahr darauf gewann sie bei den Halleneuropameisterschaften in Donostia / San Sebastián mit 6,55 m die Silbermedaille im Weitsprung hinter der Tschechoslowakin Jarmila Nygrýnová und im Jahr darauf gewann sie bei den Halleneuropameisterschaften in Mailand mit 6,49 m ebenfalls die Silbermedaille hinter Nygrýnová. 1982 beendete sie dann ihre aktive sportliche Karriere im Alter von 27 Jahren.
In den Jahren von 1974 und 1975 sowie 1977 wurde Erdélyi ungarische Meisterin im 100-Meter-Lauf sowie 1974 und 1977 auch über 200 Meter. Zudem wurde sie 1975 Landesmeisterin im 100-Meter-Hürdenlauf und von 1975 bis 1977 im Weitsprung. In ihrem Heimatland wurde sie 1975, 1976 und 1977 zur Leichtathletin des Jahres gewählt.

## Persönliche Bestleistungen
- 100 Meter: 11,6 s (+0,9 m/s), 25. Juli 1975 in Budapest
  - 60 Meter (Halle): 7,38 s, 24. Februar 1977 in Budapest
- 200 Meter: 23,2 s, 21. Juli 1974 in Budapest
- 100 m Hürden: 13,7 s (+1,2 m/s), 29. August 1975 in Budapest
- Weitsprung: 6,76 m, 9. Oktober 1977 in Budapest